# Exocentrus alni
Exocentrus alni là một loài bọ cánh cứng trong họ Cerambycidae.